# Franz Leopold Graff
Franz Leopold Graff (* 16. Oktober 1719 in Ruppersthal in Niederösterreich; † 17. März 1779 in Stift Göttweig) war ein österreichischer Komponist.

## Leben
Franz Leopold Graff, ein Sohn des Ruppersthaler Schulmeisters Andreas Graff, war ab 1741 Kantor und ab 1774 Schulmeister im Benediktinerstift Göttweig.

## Werke
Er komponierte etwa 100 Sakralwerke, darunter 10 Messen und 14 Requien, von denen viele im Musikarchiv des Stiftes Göttweig erhalten sind.